# Pandora (docka)

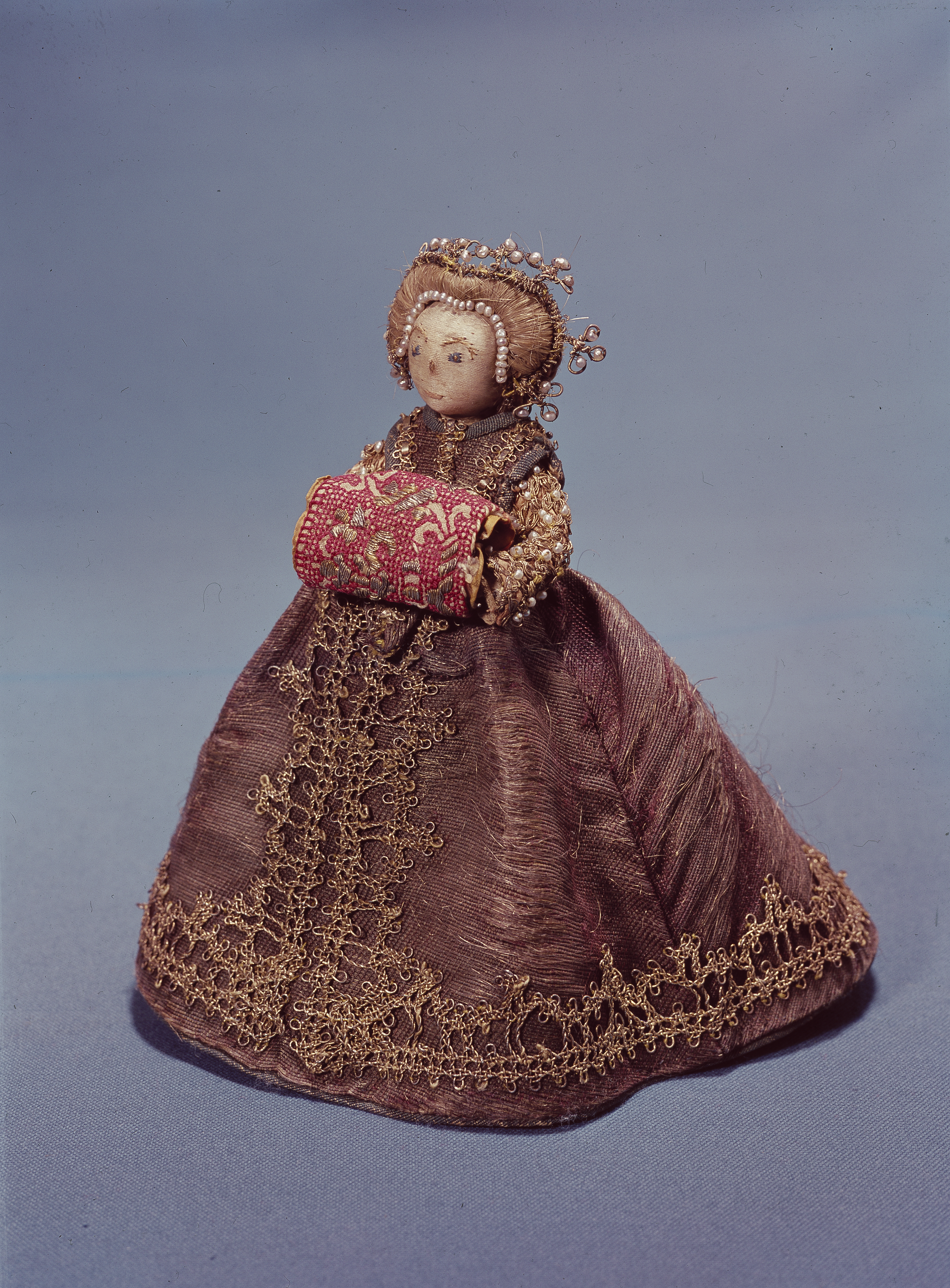
Pandoradocka från cirka 1600, Livrustkammaren.

Pandoradocka, oftast kallad enbart Pandora, var en särskild typ av modedocka eller manikin (holländska: Manneken eller 'liten man') som tillverkades för att visa upp det rådande klädmodet fram till slutet av 1700-talet.  Dessa var inte leksaker utan tillverkades av skräddare och modehandlare för att de skulle kunna visa upp sina varor och det samtida modet innan modetidningarna uppkom.  
De kunde vara upp till 90 cm långa. Deras ansikten och armar kunde vara noggrant tillverkade men benen och kroppen ofta mycket enkla. Pandororna nämns första gången under 1300-talet, och namnet Pandora som beteckning är känt från 1642. Pandororna var ofta dyrbara och uppfattades som värdefulla och exklusiva föremål. De kunde skickas som gåvor med diplomater till främmande hov och mellan kungligheter. Under perioden 1715–1785 var pandoradockor mycket vanliga och sändes av tillverkare omkring i både Europa och Amerika och användes som skyltdockor av sömmerskor, skräddare och modehandlare som en slags annonsering för nya modetrender.  Rose Bertin var bland de modehandlare som använde sig av sådana. 
De blev utkonkurrerade när modetidningar uppkom under andra halvan av 1700-talet. De användes dock fortsatt i sömmerskeateljéer för att visa kunden den färdiga produkten av den modell som valts, innan den syddes upp, fram till att kläderna började visas upp av levande mänskliga modeller av Charles Frederick Worth på 1860-talet.  Levande modeller på modevisningar kom senare att kallas mannekänger. 
Barbiedockor kan sägas vara en vidareutveckling av konceptet modedockor.